# Fairytales
Fairytales est le premier album studio du chanteur norvégien Alexander Rybak. Ce premier opus sort le 29 mai 2009 en Norvège et dans la plupart des pays européens. Une grande partie des textes et des musiques de cet album ont été écrits et/ou composés par Alexander Rybak lui-même. Il est également à l'origine des adaptations en russe et en français de son premier single Fairytale, présentes sur l'album, ainsi que d'une chanson en norvégien.
Le premier single de cet opus intitulé Fairytale est la chanson gagnante du Concours Eurovision de la chanson 2009. La prestation de Rybak lui avait alors permis de dépasser le record historique du concours détenu par le groupe de rock finlandais Lordi de 95 points et ainsi remporter la finale haut la main avec un score de 387 points. Il est à noter que tous les pays votants (hormis la Norvège évidemment) ont accordé des points à cette chanson.
Les chœurs de la chanson Abandoned (piste #7), reprennent la musique du thème du film russe Доживем до понедельника (Nous vivrons jusqu'à lundi) composée en 1968 par Kirill Moltchanov. La chanson If you were gone (piste #6) est une version anglaise de la chanson norvégienne Vårsøg, accompagnée par une musique d'Henning Sommerro.

## Pistes (auteurs et producteurs)
1. Roll with the Wind* 3:34
Mårten Eriksson, Lina Eriksson
2. Fairytale* 3:05
Alexander Rybak
3. Dolphin 4:16
Alexander Rybak
4. Kiss and Tell 3:20
Alexander Rybak, Kim Bergseth, Piotr Andrej
5. Funny Little World* 3:46
Alexander Rybak
6. If You Were Gone 4:31
Henning Sommerro, Alexander Rybak
7. Abandoned 4:09
Alexander Rybak, Kirill Moltchanov, Andrej
8. 13 Horses 5:42
Alexander Rybak
9. Song from a Secret Garden 3:30
Rolf Løvland

*= Titres sortis en single

### Pistes bonus
1. Fairytale (Holder/Erixson Radio Remix) 2:53
Alexander Rybak
Sur la version russe de l'album.
2. 500 Miles 3:24
The Proclaimers
3. Vocalise 4:31
Sergei Rachmaninoff
4. Fairytale (French version) 3:05
Alexander Rybak, Thierry Samois

## Winter Fairytales
En Russie, une édition spéciale hiver est sortie contenant un CD ainsi qu'un DVD.
CD : Chansons de l'édition standard :
1. Roll With the Wind 3:34
Mårten Eriksson, Lina Eriksson
2. Сказка (Russian version of Fairytale) 3:05
Alexander Rybak
3. Dolphin 4:16
Alexander Rybak
4. Kiss and Tell 3:20
Alexander Rybak, Kim Bergseth, Piotr Andrej
5. Funny Little World 3:46
Alexander Rybak
6. If You Were Gone (Russian version) 4:31
Henning Sommerro, Alexander Rybak
7. 13 Horses 5:42
Alexander Rybak
8. Song for a Secret Garden 3:30
Rolf Løvland
9. Vocalise 4:31
Sergei Rachmaninoff
10. 500 Miles 3:24
The Proclaimers
11. Fairytale (Piste bonus) 3:05
Alexander Rybak
12. If You Were Gone (Piste bonus) 4:31
Henning Sommerro, Alexander Rybak

DVD :
1. Fairytale (vidéo)
2. Roll With the Wind (vidéo)
3. Funny Little World (vidéo)
4. Kupalinka (Live à Minsk)

## Crédits
Musiciens
- Alexander Rybak - principales voix, violon, piano, cordes. Tous les arrangements de cordes, arrangements de chansons.
- Amir Aly - guitare acoustique (piste #5), guitare (#1, #6), basse (#1, #5, #6), programmation (#1, #6)
- Gunnar Flagstad - piano (#9)
- Henrik Wikström - synthétiseur (#5), programmation (#5)
- Jorunn Hauge - choriste (#2)
- Kai Morten Berg - percussions (#4)
- Karianne Kjærnes - choriste (#2)
- Kim Edward Bergseth - choriste (#4, #7), guitare (#3, #4, #7), basse (#2, #3, #4, #7), programmation (#2, #3, #4, #8)
- Laila Samuels - choriste (#7)
- Mattis Lerbak - tambour (#3)
- Sylvie Loche - choriste (Fairytale french version)

Staff d'enregistrement et de production
- Amir Aly - production (pistes #1, #5, #6), mixage (#1, #5, #6)
- Björn Engelmann - mastering
- Henrik Wikström - production (#5), mixage (#5)
- Kim Edward Bergseth - production (#2, #3, #4, #7, #8)
- Ulf Ø. W. Holand - mixage (#2, #3, #4, #7, #8)

Conception artistique
- Baard Lunde - photographie
- Guro Synes - illustration, design
- Trond Kulterud - illustration, design

## Dates de sortie
| Pays         | Date         | Label           | Format                   |
| ------------ | ------------ | --------------- | ------------------------ |
| Allemagne    | 29 mai 2009  | EMI             | CD, Téléchargement légal |
| Arménie      | 29 mai 2009  | Universal       | CD                       |
| Autriche     | 29 mai 2009  | EMI             | CD                       |
| Azerbaïdjan  | 29 mai 2009  | Universal       | CD                       |
| Belgique     | 29 mai 2009  | V2/Universal    | CD                       |
| Biélorussie  | 29 mai 2009  | Universal       | CD                       |
| Danemark     | 29 mai 2009  | EMI             | CD, Téléchargement légal |
| Finlande,    | 29 mai 2009  | EMI             | CD, Téléchargement légal |
| Kazakhstan   | 29 mai 2009  | Universal       | CD                       |
| Kirghizistan | 29 mai 2009  | Universal       | CD                       |
| Luxembourg   | 29 mai 2009  | V2/Universal    | CD                       |
| Norvège      | 29 mai 2009  | EMI             | CD, Téléchargement légal |
| Ouzbékistan  | 29 mai 2009  | Universal       | CD                       |
| Pays-Bas     | 29 mai 2009  | V2/Universal    | CD                       |
| Russie       | 29 mai 2009  | Universal       | CD                       |
| Suisse       | 29 mai 2009  | EMI             | CD                       |
| Tadjikistan  | 29 mai 2009  | Universal       | CD                       |
| Turkménistan | 29 mai 2009  | Universal       | CD                       |
| Ukraine      | 29 mai 2009  | Universal       | CD                       |
| Chypre       | 2 juin 2009  | Universal       | CD                       |
| Grèce        | 2 juin 2009  | Universal       | CD                       |
| Suède        | 3 juin 2009  | Lionheart       | CD                       |
| Estonie      | 4 juin 2009  |                 | CD                       |
| Royaume-Uni  | 15 juin 2009 | EMI             | CD                       |
| France       | 17 août 2009 | M6 Interactions | CD, Téléchargement légal |
| Pologne      | 21 août 2009 | Universal       | CD                       |

## Classements et certifications
| Pays           | Classement      | Certification | Ventes |
| -------------- | --------------- | ------------- | ------ |
| Allemagne      | 16e             |               |        |
| Autriche       | 46e             |               |        |
| Belgique (Nl), | 13e             |               |        |
| Belgique (Fr)  | 62e             |               |        |
| Chypre         | 9e              |               |        |
| Danemark       | 15e             |               |        |
| Finlande,      | 4e              |               |        |
| France,        | 21e             |               |        |
| Irlande        | 91e             |               |        |
| Norvège,       | 1e (2 semaines) | 3 × Platine   | 90 000 |
| Pologne        | 7e              |               |        |
| Russie         | 1e (1 semaine)  | 2 × Platine   | 50 000 |
| Suède,         | 2e              | Or            | 20 000 |
| Suisse,        | 65e             |               |        |
| Europe         | 18e             |               |        |

## Critique
Le 27 mai 2009, le plus important journal de Norvège, le Verdens Gang, est le premier à donner à l'album d'Alexander la note de 6 sur 6. « Alexander Rybak est non seulement devenu une star intemporelle, mais il en mérite aussi le statut », pense le journal. Le même jour, on apprend que l'album a été répandu illégalement sur le réseau internet. Le journal norvégien Dagbladet est un peu moins enthousiaste : « Rybak est séduisant, mais pas pleinement convaincant. » disent leurs critiques, donnant à l'album une note de 4 sur 6. Aftenposten, quant à lui, lui octroie la note de 5 sur 6, considérant Rybak comme « un artiste complet ». Cependant, le journal suédois Aftonbladet semble ne pas apprécier : il n'accorde à l'album qu'une seule étoile et emploie des épithètes telles que « le violon hobbit » ou encore « le schtroumpf frappé » pour désigner l'artiste. TV2 en Norvège accorde à l'album 4 étoiles sur 6, pensant que Rybak n'est « pas du tout un one-hit wonder ». Quant à NRK, il donne une bonne note à l'album en disant que Rybak est « un bon compositeur de pop ». Dagsavisen donne 5 points sur 6, s'exclamant « le conte de fée continue ! ». La station de radio norvégienne P4 Radio Hele Norge donne à l'album une relative mauvaise note de 2 étoiles le considérant comme « écrit et composé pour les filles de 13 ans et les amoureux de l'Eurovision ». Enfin, le journal norvégien Bergensavisen a été impressionné par le record et plus particulièrement par le « style personnel » de l'album, et lui octroie ainsi 5 étoiles.

## Sources
- (en) Cet article est partiellement ou en totalité issu de l’article de Wikipédia en anglais intitulé « Fairytales (Alexander Rybak album) » (voir la liste des auteurs).